# Limite de Hayashi
O limite de Hayashi é uma restrição ao raio máximo de uma estrela conforme determinada massa. Quando a estrela se encontra em pleno equilíbrio hidrostático — uma condição em que e força interna da gravidade é equiparada à pressão externa do gás — a estrela não pode exceder o raio definido pelo limite de Hayashi. Essa restrição é decisiva para a evolução de uma estrela, tanto durante o período de formulação contrativa quanto posteriormente, quando a estrela já tiver consumido quase todo o seu hidrogênio através da fusão nuclear.
Um diagrama de Hertzsprung-Russell exibe uma interseção da temperatura superficial de uma estrela contra a sua luminosidade. Nesse diagrama, o limite de Hayashi forma uma linha quase vertical em aproximadamente 3.500 K. Estrelas de baixa temperatura são plenamente convectivas, e modelos para a estrutura estelar de estrelas plenamente convectivas não fornecem uma solução para a área à direita dessa linha, onde uma estrela se encontra em equilíbrio (com temperaturas superficiais mais baixas). Assim, as estrelas se limitam a permanecer à esquerda desse limite durante todo o período em que se encontram em equilíbrio hidrostático, e a região à direita forma uma espécie de "zona proibida". Nota-se, no entanto, que há exceções ao limite de Hayashi. Exemplos incluem protoestrelas que entram em colapso, bem como estrelas cujo campo magnético interfere no transporte interno de energia através da convecção.
Gigantes vermelhas são estrelas que já expandiram suas camadas mais externas, para permitir a combustão do hélio. Esse processo as move para cima e para a direita no diagrama de Hertzsprung-Russell. Porém, a expansão do raio dessas estrelas é restrita até certo ponto pelo limite de Hayashi.
O limite de Hayashi recebeu este nome em referência a Chūshirō Hayashi, um astrofísico japonês.